# Mamof
Mamof is een historisch merk van motorfietsen.
Mamof: Magdeburger Motoren- und Fahrzeugbau, Peters & Schneider (1922-1924).
Duits merk dat lichte motorfietsen met 145 cc DKW- en Grade-tweetaktmotoren maakte. Echter ook 155 cc zijkleppers met eigen motorblok.